# Gustavo Ferrín
Gustavo Ferrín (ur. 1 maja 1959 w Montevideo) – urugwajski trener piłkarski. Był selekcjonerem reprezentacji Angoli.

## Kariera trenerska
W latach 2004–2005 Ferrín był selekcjonerem reprezentacji Urugwaju U-20. W 2006 roku krótko prowadził pierwszą reprezentację, zanim został zastąpiony przez Óscara Tabáreza. W latach 2008–2010 był selekcjonerem kadry U-17.
W 2009 roku Ferrín był trenerem peruwiańskiego klubu Sport Áncash. Z kolei w latach 2009-2010 prowadził rodzimy Defensor Sporting. W latach 2010–2011 był selekcjonerem reprezentacji Peru U-20.
W 2012 roku Ferrín został selekcjonerem reprezentacji Angoli. Awansował z nią na Puchar Narodów Afryki 2013.